# IPad (8e génération)
L'iPad (officiellement iPad de huitième génération) est une tablette tactile développée et commercialisée par Apple Inc. C'est le successeur de l'iPad de 7e génération. Il dispose du même écran Retina de 10,2 pouces, la seule mise à niveau étant la puce Apple A12 Bionic. L'appareil a été annoncé le 15 septembre 2020 et est devenu disponible au public le 18 septembre 2020.
Il prend en charge l'Apple Pencil de première génération et dispose d'un connecteur de clavier intelligent.

## Impact environnemental
Selon le rapport d'Apple, cet iPad émet 70 kg de CO2 au cours de sa durée de vie.